# Sam Pellom
Samuel Troy Pellom, detto Sam (Wilmington, 2 ottobre 1951), è un ex cestista statunitense, professionista nella NBA, in Francia, Spagna e Argentina.